# Filia w Piotrkowie Trybunalskim Uniwersytetu Jana Kochanowskiego w Kielcach
Filia w Piotrkowie Trybunalskim Uniwersytetu Jana Kochanowskiego w Kielcach – nieistniejąca filia Uniwersytetu Jana Kochanowskiego w Kielcach.

## Historia
Początki istnienia filii sięgają 1981 roku, kiedy to powstał Piotrkowski Wydział Zamiejscowy Wyższej Szkoły Pedagogicznej im. Jana Kochanowskiego w Kielcach, na bazie Oddziału Instytutu Kształcenia Nauczycieli w Piotrkowie Trybunalskim.
Pierwszym kierunkiem kształcenia było nauczanie początkowe na 3-letnich studiach zawodowych.
5 kwietnia 2023 prezydent Andrzej Duda podpisał ustawę o utworzeniu na bazie filii samodzielnej uczelni – Akademii Piotrkowskiej, która weszła w życie 1 czerwca 2023.

## Kierunki kształcenia
Dostępne kierunki:
- Administracja (studia I i II stopnia)
- Administration (studia I stopnia)
- Bezpieczeństwo narodowe (studia I i II stopnia)
- Ekonomia (studia I stopnia)
- Filologia angielska (studia I i II stopnia)
- Finanse i rachunkowość (studia I i II stopnia)
- Historia (studia I i II stopnia)
- Logistyka (studia I stopnia)
- Pedagogika (studia I i II stopnia)
- Pedagogika przedszkolna i wczesnoszkolna (studia jednolite magisterskie)
- Pielęgniarstwo (studia I stopnia)
- Zarządzanie (studia I stopnia)

## Struktura organizacyjna
- Zakład Edukacji i Profilaktyki Wychowania
- Zakład Finansów, Rachunkowości i Ekonomii
- Zakład Języka, Literatury i Kultury Angielskiej
- Zakład Dziejów Politycznych i Społecznych
- Studium Języków Obcych Filii
- Centrum Sportu Filii

## Władze Filii
W kadencji 2020–2024:  
| Stanowisko                 | Imię i nazwisko               |
| -------------------------- | ----------------------------- |
| Dziekan                    | dr hab. Jacek Bonarek         |
| Prodziekan ds. Rozwoju     | dr Izabela Kiełtyk-Zaborowska |
| Prodziekan ds. Kształcenia | dr hab. Janusz Budziński      |